# Joculator ridiculus
Joculator ridiculus is een slakkensoort uit de familie van de Cerithiopsidae. De wetenschappelijke naam van de soort is voor het eerst geldig gepubliceerd in 1886 door Robert Boog Watson als Cerithiopsis ridicula.
De soort werd in 1874 verzameld door de Challenger-expeditie in "koraalmodder" bij Wednesday Island, een klein eilandje voor de kust van Kaap York in Queensland,  noord-oost-Australië. Watson noemde deze soort oorspronkelijk Cerithiopsis ridicula; ridicula ("belachelijk") omdat de schelpjes volgens hem absurd waren: erg klein (ongeveer 1,4 mm hoog en 0,6 mm breed), niettemin met drie windingen en 4 minuscule windingen in de apex. De soort blonk volgens hem uit in "pretentie, eenzelvigheid, zelfgenoegzaamheid en algemene absurditeit": "This is a very curious little shell, which exceeds its congeners in pretentiousness, self-containedness, self-satisfaction, and general absurdity".